# Джамальке
Джамальке (перс. جمالكه) — село в Ірані, у дегестані Аманабад, у Центральному бахші, шахрестані Ерак остану Марказі. За даними перепису 2006 року, його населення становило 16 осіб, що проживали у складі 8 сімей.

## Клімат
Середня річна температура становить 12,62 °C, середня максимальна – 30,75 °C, а середня мінімальна – -9,60 °C. Середня річна кількість опадів – 246 мм.
| Клімат поселення                              | Клімат поселення | Клімат поселення | Клімат поселення | Клімат поселення | Клімат поселення | Клімат поселення | Клімат поселення | Клімат поселення | Клімат поселення | Клімат поселення | Клімат поселення | Клімат поселення | Клімат поселення |
| Показник                                      | Січ.             | Лют.             | Бер.             | Квіт.            | Трав.            | Черв.            | Лип.             | Серп.            | Вер.             | Жовт.            | Лист.            | Груд.            |                  |
| Середній максимум, °C                         | 8,98             | 10,86            | 15,59            | 20,70            | 25,53            | 30,44            | 30,75            | 30,00            | 26,28            | 20,66            | 13,87            | 8,18             |                  |
| Середня температура, °C                       | −0,32            | 1,56             | 6,30             | 11,40            | 16,22            | 21,13            | 25,00            | 24,25            | 20,51            | 14,90            | 8,10             | 2,41             |                  |
| Середній мінімум, °C                          | −9,6             | −7,74            | −3               | 2,10             | 6,92             | 11,83            | 19,23            | 18,48            | 14,74            | 9,14             | 2,33             | −3,35            |                  |
| Норма опадів, мм                              | 38               | 37               | 45               | 31               | 22               | 3                | 1                | 1                | 0                | 9                | 24               | 35               |                  |
| Середньомісячна швидкість вітру, м/с          | 1.81             | 2.00             | 2.66             | 2.98             | 2.62             | 2.47             | 2.56             | 2.30             | 2.18             | 2.20             | 1.97             | 1.29             |                  |
| Середньомісячна сонячна радіація, кДж/м²·день | 9390             | 12805            | 15304            | 18559            | 22550            | 26791            | 25948            | 24259            | 21350            | 15870            | 11244            | 9266             |                  |
| --------------------------------------------- | ---------------- | ---------------- | ---------------- | ---------------- | ---------------- | ---------------- | ---------------- | ---------------- | ---------------- | ---------------- | ---------------- | ---------------- | ---------------- |
| Джерело:                                      |                  |                  |                  |                  |                  |                  |                  |                  |                  |                  |                  |                  |                  |